# Bezeréd
Bezeréd è un comune dell'Ungheria di 201 abitanti (dati 2001). È situato nella contea di Zala.